# ینس وایسفلوگ
ینس وایسفلوگ (به آلمانی: Jens Weißflog) ورزشکار مرد رشتهٔ پرش با اسکی اهل کشور آلمان است. وی در بین سال‌های ‎۱۹۸۴ تا ۱۹۹۴ میلادی در مسابقات بازی‌های المپیک زمستانی در مجموع ۴ مدال، شامل ۳ مدال طلا و ۱ نقره را کسب کرد.